# Elacatinus gemmatus
Elacatinus gemmatus és una espècie de peix de la família dels gòbids i de l'ordre dels perciformes.

## Morfologia
Els mascles poden assolir els 2,5 cm de longitud total.

## Distribució geogràfica
Es troba des de les Bahames i les Illes Caiman fins a algunes illes de Veneçuela, incloent-hi les Petites Antilles. També és present a l'oest del Carib i al Golf d'Hondures.